# Aabel
Aabel là một họ người Na Uy. Những người nổi bật mang họ này bao gồm:
- Andreas Aabel (1911–1948), diễn viên và dịch giả Na Uy
- Andreas Leigh Aabel (1830–1901), bác sĩ và nhà thơ Na Uy
- Hauk Aabel (1869–1961), diễn viên hài Na Uy
- Oluf Andreas Aabel (1825–1895), linh mục và nhà văn Na Uy
- Per Aabel (1902–1999), diễn viên hài Na Uy